# Lampeudeu Tunong
Lampeudeu Tunong is een bestuurslaag in het regentschap Pidie van de provincie Atjeh, Indonesië. Lampeudeu Tunong telt 924 inwoners (volkstelling 2010).